# Jacques Guerlain
Pour les articles homonymes, voir Guerlain (homonymie).
Jacques Edouard Guerlain, né le 7 octobre 1874 et mort le 2 mai 1963, est un parfumeur français, le troisième et le plus célèbre de la famille Guerlain. Parmi les parfumeurs les plus prolifiques et influents du XXe siècle, plus de quatre-vingts de ses parfums nous sont parvenus, bien que certaines estimations suggèrent qu'il en aurait composé près de quatre cents. Parmi ses plus célèbres parfums se trouvent L'heure bleue (1912), Mitsouko (1919) et Shalimar (1925). Bien que son travail lui ait valu la notoriété universelle, une considérable fortune et des honneurs et la légion d'honneur, Guerlain évitait son public et n'a jamais accordé d'interview. De fait, son processus créatif et sa vie privée sont très peu connus.
Les versions originales de beaucoup de ses œuvres majeures sont archivés à l'Osmothèque, données par Thierry Wasser, au nom de Guerlain en 2014.

## Biographie

### Débuts

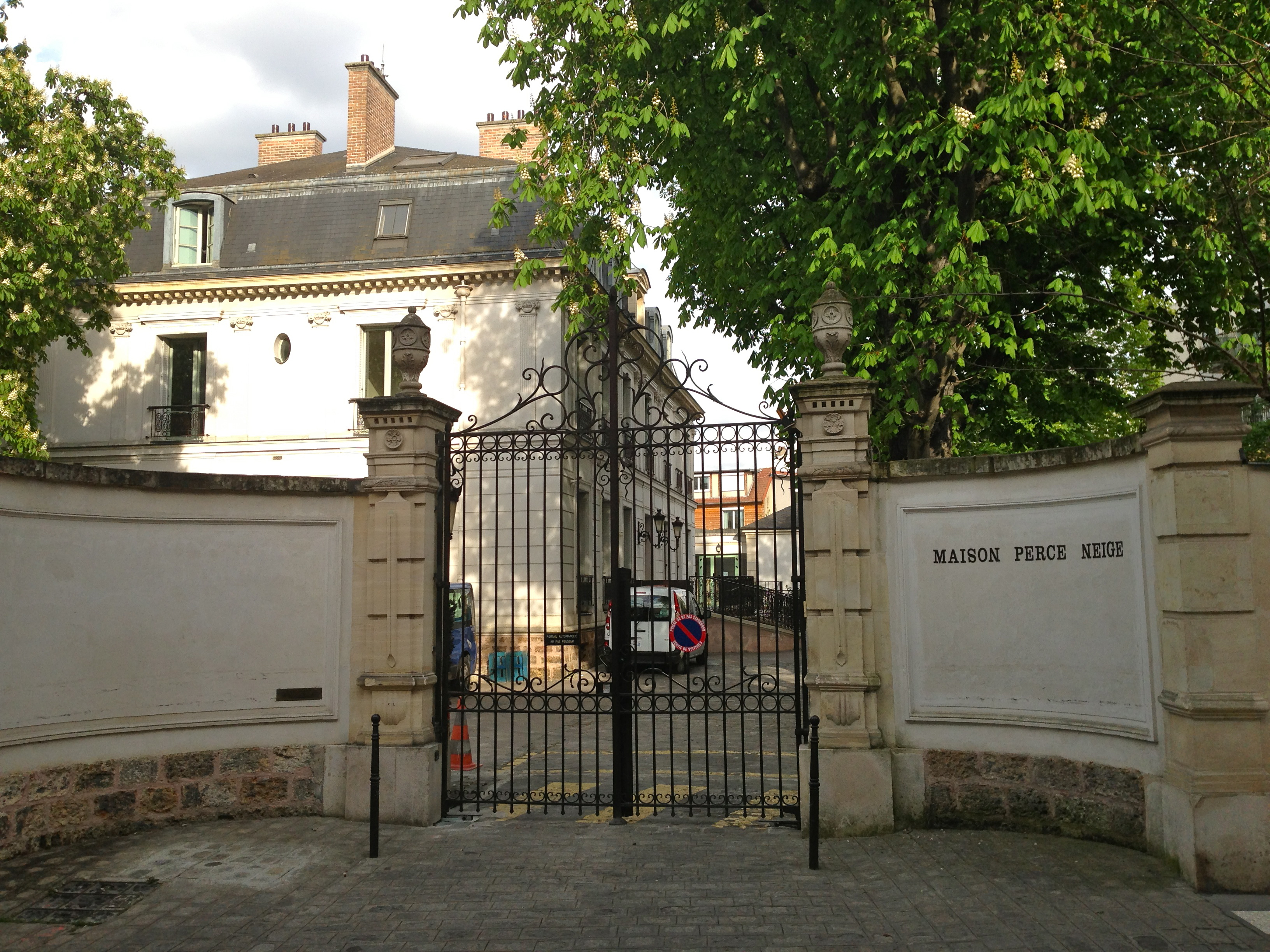
L'ancienne villa de Guerlain à Colombes (aujourd'hui une Maison d'accueil spécialisée de la Fondation Perce-Neige).

Jacques Guerlain, deuxième enfant de Gabriel et Clarisse Guerlain, est né en 1874 dans la villa familiale de Colombes. Il a été éduqué en Angleterre, selon la tradition familiale, puis à Paris, à l'École Monge, où il a étudié l'histoire, l'anglais, l'allemand, le grec et le latin. Son oncle, le parfumeur Aimé Guerlain, n'avait pas d'enfant et commença donc à former Jacques à partir de ses seize ans comme son apprenti et son successeur. En 1890, Jacques créa son premier parfum, Ambre. Il intégra ensuite les cours de chimie organique du laboratoire de Charles Friedel à l'université de Paris, avant d'être officiellement employé par l'entreprise familiale en 1894. Il expérimenta largement à la fois dans des produits cosmétiques et dans la parfumerie, et perfectionna une méthode pour parfumer l'encre à l'occasion d'une publication sur les huiles essentielles, écrite avec Justin Dupont. Durant ce temps, il composa ses premières œuvres telles que Le jardin de mon curé (1895).
En 1897, il assuma la copropriété de la société familiale avec son frère Pierre et leur père. Pendant deux ans, Jacques et Pierre échangèrent les responsabilités de gestionnaire et de chef-parfumeur, jusqu'à ce que Jacques décide de conserver ce rôle en 1899. Au cours de cette période, Jacques composa plusieurs parfums, notamment Tsao Ko (1898), son premier parfum faisant référence à l'Orient, un thème dominant de son œuvre.

### De la belle époque à la première guerre mondiale
À l'exposition universelle en 1900, Jacques Guerlain présenta le floral Voilà pourquoi j'aimais rosine en hommage à Sarah Bernhardt (née Rosine Bernardt), une amie de la famille Guerlain. Le tristement nommé Fleur qui meurt (1901) fut une innovation expérimentale à base de violette (créé synthétiquement pour la parfumerie),. Il fut suivi par un duo : Voilette de madame (1904) et Mouchoir de monsieur (1904), la dernière étant l'une des rares œuvres masculines de Guerlain , très semblable à Jicky (1889), de son oncle.
En 1905, Guerlain épousa Andrée Bouffet, une protestante de Lille, selon la tradition protestante, et fut donc excommunié par l'église catholique. Leur premier enfant, Jean-Jacques naquis l'année suivante, alors que Guerlain finissait Après l'ondée (1906), son premier grand succès commercial. Ce parfum, traduit par “After the rains” en anglais et décrit lors de sa sortie comme “mélancholique” par La Liberté, est une continuation des expérimentations de Guerlain avec l'héliotrope et la violette. En raison des prix abordables des huiles essentielles synthétiques, ce parfum fut très populaire en parfumerie grand public, et la conception de Guerlain, intégrant de l'aldéhyde anisée, de l'eugénol et de grandes quantités de racine d'iris, fut considérée comme exemplaire par beaucoup, y compris le parfumeur Ernest Beaux.

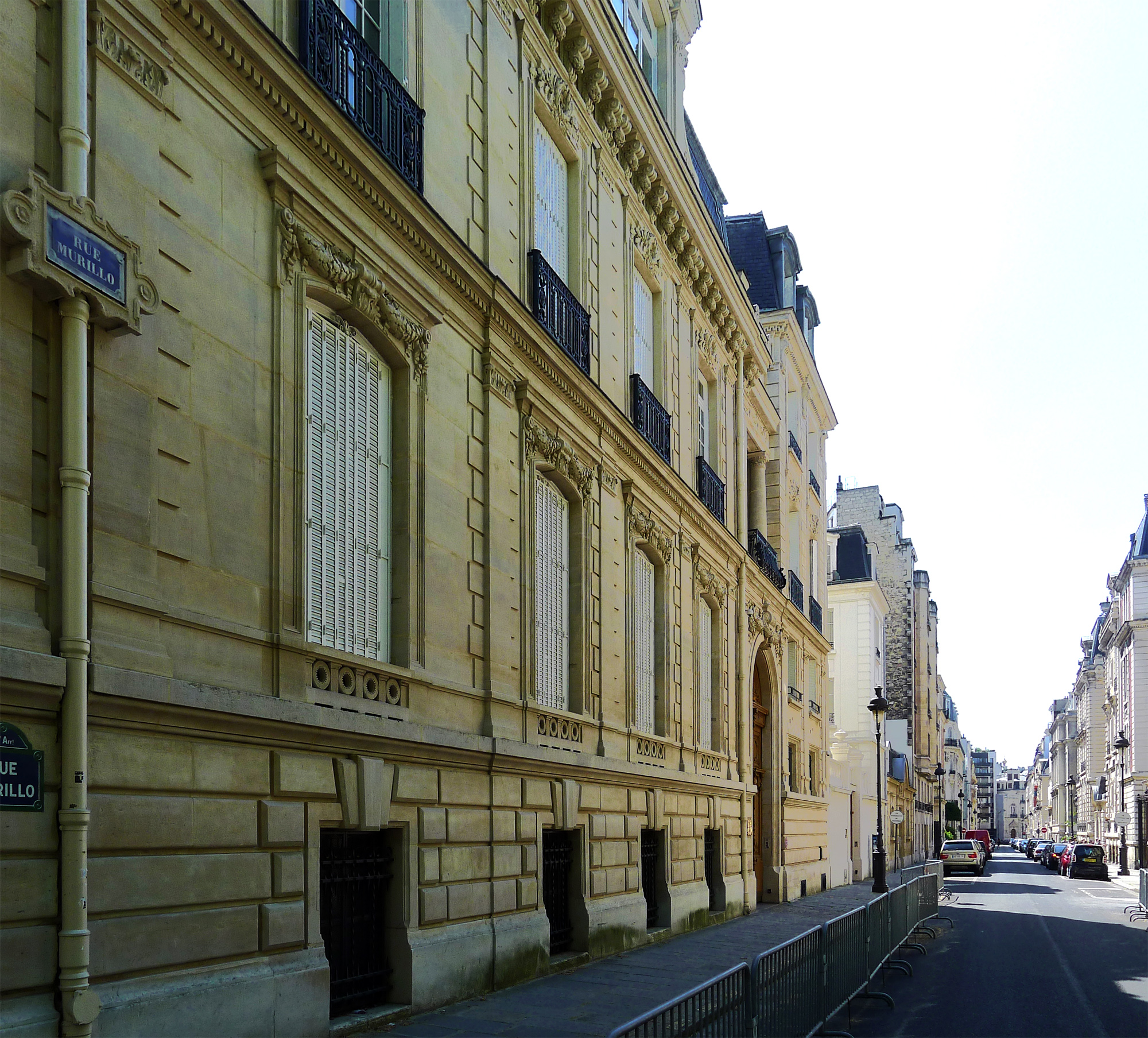
La rue Murillo, à Paris.

Kadine, lancé en 1911, fait référence à une concubine d'un harem de sultan, autre sujet oriental. Si Guerlain n'a jamais visité l'Asie, sa fascination pour l'Orient l'a amené à collectionner l'art Oriental ; les céladon et Blancs de Chine étant la majorité de sa collection toujours croissante dans son appartement à côté du parc Monceau, au 22 rue Murillo. Esthète de la diversité des goûts, Guerlain achetait de la porcelaine des manufactures de Nevers et de Rouen, des meubles d'André-Charles Boulle et de Bernard II van Riesen Burgh (collection rachetée depuis par le musée du Louvre), des tableaux de Francisco Goya, d'Édouard Manet et de Claude Monet (y compris La Pie), ainsi que des livres anciens.
La passion de Gerlain pour l'impressionnisme et son  effets de soir particulier lui inspira L'heure bleue (1912). Bonne métaphore de Paris à la fin de la belle époque et à l'aube de la première Guerre Mondiale, Jean-Paul Guerlain, petit-fils et successeur de Jacques Guerlain l'explique ainsi :
"Jacques Guerlain a dit qu'il avait eu un pressentiment de la catastrophe qui allait arriver. "Je ne pourrais pas l'expliquer" m'avait-il dit. "J'ai ressenti quelque chose de si intense que je ne pouvais l'exprimer que dans un parfum".
À la veille du déclenchement de la première guerre mondiale, la maison Guerlain lança Le parfum des champs-élysées (1914), un floral chocolaté, pour l'inaugurer de la boutique du 68, avenue des Champs-Élysées. Elle était vendue dans une bouteille en forme de tortue, en référence à l'architecture de la boutique par Charles Mewès.
Jacques Guerlain fut peu de temps après mobilisé, il avait alors quarante-et-un an et était père de trois enfants. Durant son service, il subit une blessure à la tête, le rendant aveugle d'un œil. Incapable de conduire, sa femme le conduisit dorénavant. Incapable de chevaucher, il abandonna la chasse et se contenta de regarder les chevaux depuis sa loge de l'hippodrome. Il passait ses week-ends avec sa famille dans la propriété de ses parents, la vallée Coterel, château de style néo-normand à les Mesnuls,. En 1916, sa mère Clarisse meurt à l'âge de 68 ans. Guerlain sorti un parfum pendant la guerre, Jasmiralda, un boisé de jasmin faisant référence à l'héroïne de La Esmeralda de Marius Petipa.

### Entre-deux-guerres: l'exotisme

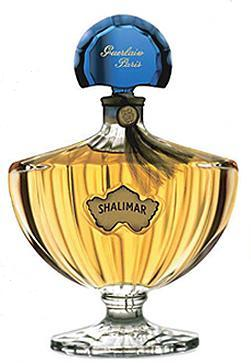
Shalimar (1925)

Mitsouko, lancé en 1919, était le résultat de plusieurs centaines d'essais à base de mousse de chêne et de gamma-undecalactone à l'odeur de pêche. Nommé d'après l'héroïne du roman La Bataille de Claude Farrère (1909), le parfum transmet l'immense Japanophilie de Guerlain, inspiré par les récits de Farrère de la suprématie japonaise lors de la guerre russo-japonaise.
"Mon grand-père me racontait souvent comment la puissance de la Russie s'était effondrée”, raconte Jean-Paul Guerlain. “À la surprise de tous, les japonais écrasèrent – ce n'était pas seulement une défaite- la flotte russe. La marine japonaise avait été conçue par les Britanniques, et la plupart de mes compatriotes voyaient le Japon comme la nouvelle Grande-Bretagne".
Mitsouko, un sublime chypre jamais créé, fut également interprété comme représentant de la nouvelle femme de l'après-guerre, en contraste avec son passé avant-guerre rendu dans L'heure bleue, essentiellement doux, floral et ambré.
En 1925, Jacques Guerlain présenta son plus grand chef-d'œuvre, Shalimar, à l'Exposition internationale des arts décoratifs et industriels modernes, dont Pierre Guerlain était le vice-président. Ce parfum rend hommage au jardins moghols éponymes. Il est l'aboutissement de quatre années de travail. Guerlain a alors cinquante ans. Shalimar allait devenir l'archétype des parfums "orientaux", et restera le best-seller de la maison et même le best-seller au XXIe siècle. Le parfumeur Bernard Bourgeois dit lui-même “Qui ne connaît pas le troublant sillage de Shalimar?”.
Guerlain a continua de repousser les frontières en sortant l'année suivante Djédi (1926), en référence au magicien du Papyrus Westcar, qui est une anomalie stylistique de l'œuvre de Guerlain. Liu (1929), nommé d'après l'esclave tartare de l'opéra de l'opéra Turandot de Puccini, traduit l'admiration de Guerlain pour cet art. Il a été son premier parfum aldéhydique floral. En 1932, Guerlain est membre du comité d'audit de la Banque de France et restera dans l'institution en tant que membre ou conseiller durant les vingt années suivantes.
En 1933, Guerlain créa Vol de nuit, un travail assez sombre. Ce parfum reprend le titre du roman Vol de Nuit (1931) d'Antoine de Saint-Exupéry (ami personnel de Guerlain), basé sur l'expérience de l'auteur à l'Aeroposta Argentina. Cette année-là, Gabriel Guerlain, père de Jacques avec qui il avait longtemps travaillé meurt à l'âge de 92 ans à les Mesnuls. Guerlain hérita de son père du Haras de la Reboursière et de Montaigu à Nonant-le-Pin.
Dans les années suivantes parurent Sous le vent (1934), en référence aux Îles sous le Vent et créé pour Joséphine Baker, puis Coque d'Or (1937), inspiré par la mise en scène de Diaghilev de l'opéra de Rimski-Korsakov Le Coq d'Or, prenant place dans le Caucase.

### Seconde guerre mondiale et dernières années

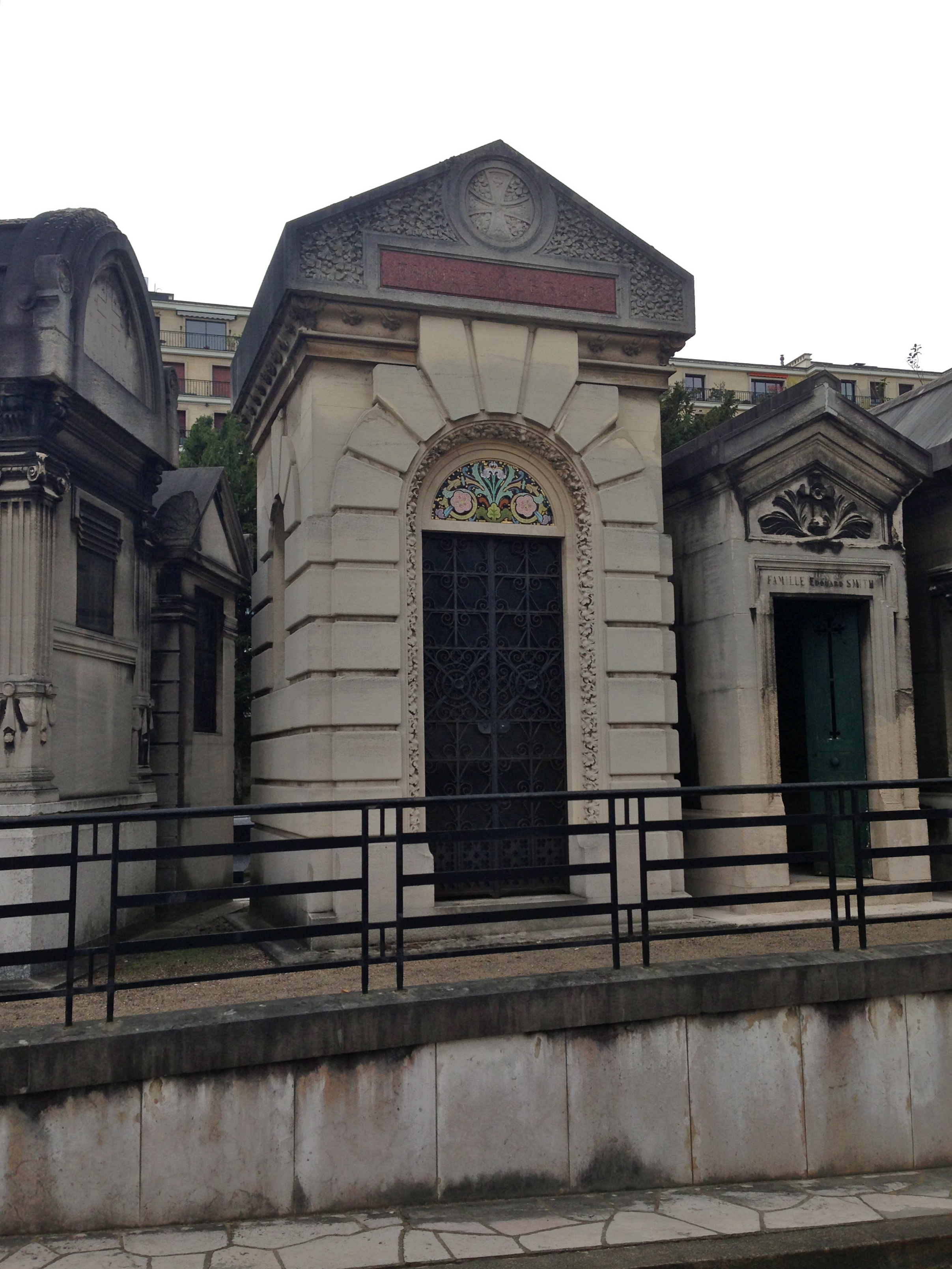
Le mausolée de la famille Guerlain au cimetière de Passy.

Lors du déclenchement de la Seconde Guerre mondiale, Pierre, le plus jeune fils de Jacques Guerlain alors âgé de 21 ans, fut mobilisé et mortellement blessé à Baron. Guerlain fut dévasté par sa disparition et cessa de créer pendant deux ans, abandonnant aussi son haras en Normandie,. Dans sa propriété de les Mesnuls, il cultive des fruits et des légumes qu'il  envoie à ses travailleurs à l'usine. En 1942, Guerlain revient avec le parfum Kriss, nommé d'après une dague indonésienne. L'usine de l'entreprise à Bécon-les-Bruyères est détruite par des bombardements l'année suivante. Alors que la guerre touchait à sa fin, la situation de Guerlain s'aggrava avec la rumeur de sa collaboration, essentiellement sans fondement. Jacques Guerlain tomba alors dans une profonde dépression. Il republia Kriss en 1945, renommé Dawamesk d'après une préparation de haschisch.
Il continua à travailler pendant les dix-huit dernières années de sa vie, bien que créant peu. Il passa de plus en plus de temps à les Mesnuls, à s'occuper de ses parterres de fleurs, des vergers et de son jardin japonais. Ses dernières créations incluent Fleur de feu (1948), un aldéhydique frais, puis, quatre ans plus tard, le très intense Atuana (une variante orthographique de Atuona), nommé d'après le lieu de décès du peintre Paul Gauguin. Avec Ode (1955), Guerlain signe sa dernière œuvre, créée avec son petit-fils et successeur Jean-Paul Guerlain. C'est un classique floral en hommage à ses jardins, bien qu'il ressemble à Joie d'Henri Alméras (1930).
En 1956, Guerlain accepta à contrecœur d'être photographié dans son laboratoire et sa propriété de campagne par Willy Ronis pour le magazine d'Air France. Ces photographies, prises à la fin de la carrière de Guerlain, offrent un rare aperçu de sa vie professionnelle et personnelle.
C'est en travaillant avec son petit-fils sur Le Chant d'Arômes, sorti en 1962, que Jacques Guerlain se trouva incapable : "Malheureusement," a-t-il dit à son successeur, "je ne crée rien de plus que des parfums pour des vieilles dames".
Affaibli par une chute qui lui fractura le fémur, Jacques Guerlain mourut à Paris le 2 mai 1963, à l'âge de 88 ans. Bien que n'étant plus catholique, ses funérailles furent célébrées à l'église Saint-Philippe-du-Roule, deux jours plus tard. Il est enterré aux côtés de son fils, Pierre, et de son père au cimetière de Passy.

## Influences

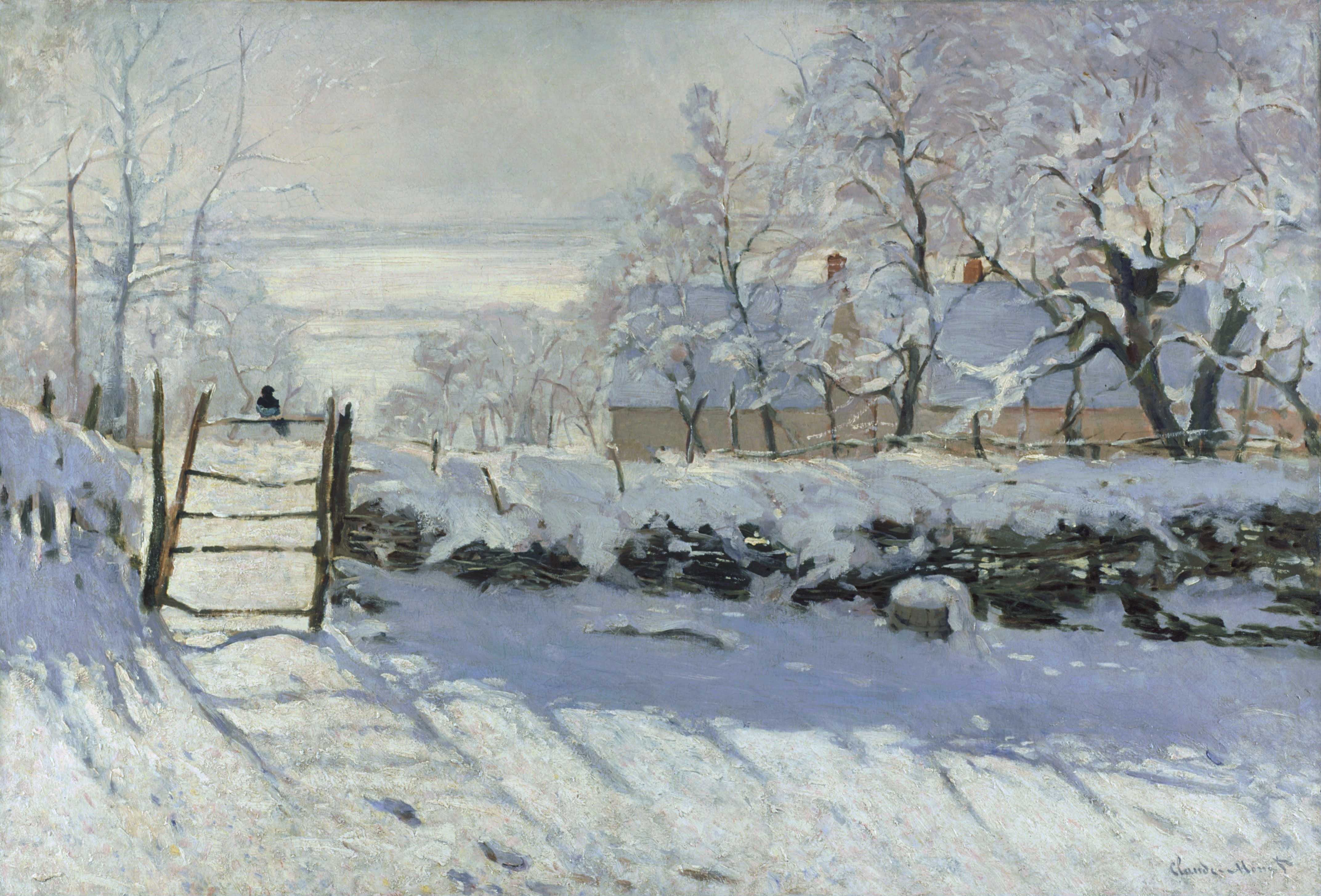
La Pie de Claude Monet, acquis par Jacques Guerlain

"Un part du génie de Guerlain," écrit le critique Luca Turin, "réside dans le fait que même dans ses périodes les moins inventives, il a toujours su réinterpréter la mode et faire beaucoup mieux. Jacques Guerlain suivit chacune des inventions de François Coty et d'autres mais en y ajoutant son propre génie.".
Plus précisément, L'Origan de Coty (1905) est souvent citée comme étant la base pour L'heure bleue (1912), Le Chypre de Coty (1917) pour Mitsouko (1919) et Émeraude (1921) pour Shalimar (1925) ; Guerlain admirait probablement Coty (son exact contemporain), en particulier dans son usage de nouveaux absolus, d'essences synthétiques et des bases. D'ailleurs, Ode (1955) ressemble à Joie d'Henri Alméras (1930), et Liu (1929) à Chanel No 5 de Ernest Beaux (1921). Guerlain et Beaux se respectaient mutuellement ; en parlant de Shalimar, Beaux confia à son apprenti, Omer Arif : 
"Avec la tonne de vanilline qu'il y a là, on pourrait à peine faire un sorbet. Guerlain, lui, en a fait une merveille !"
Guerlain admirait grandement Paul Parquet, dont l'influence à ses débuts a été omniprésente. Jean-Jacques Guerlain, son fils, écrivit à ce propos :
"Il y avait aussi M. Parquet, créateur de Le parfum idéal et propriétaire de la maison Houbigant dans la jeunesse de mes parents, qu'ils respectaient énormément".
Parmi d'autres influences, Guerlain était un fervent adepte des arts, donnant son patronage à la société des amis du Louvre. Il admirait beaucoup d'artistes dont il collectionnait le travail : Antoine-Louis Barye, Jean-Baptiste-Camille Corot, Henri Fantin-Latour, Jean-Honoré Fragonard, Thomas Gainsborough, Francisco Goya, Édouard Manet, Claude Monet, Hubert Robert, Alfred Sisley, David Teniers le Jeune et Édouard Vuillard, entre autres. Paul Gauguin est directement référencé dans son travail, comme le sont les auteurs Claude Farrère et Antoine de Saint-Exupéry, le compositeur Giacomo Puccini et Nikolaï Rimski-Korsakov et diverses célébrités dont Joséphine Baker, Sarah Bernhardt, Sergei Diaghilev et Marius Petipa. Il était un fervent lecteur de polars, mais il ne leur rendit pas hommage dans les noms de ses parfums.
Solitaire par nature, Guerlain entretenait des relations avec quelques-uns de ses confrères. Contrairement à beaucoup de ses contemporains, tels que les Beaux et Vincent Roubert, Guerlain était “le contraire d'un mondain”, pour citer Jean-Jacques Guerlain. Il a, cependant, profité d'une amitié avec le parfumeur Jacques Rouché, un voisin avec qui Guerlain partageait une passion pour les arts de la scène. Ensemble, ils ont contribué à un lobby de l'industrie parfumières, dont les réunions se tenaient dans le bureau de Guerlain sur les Champs-Élysées.

## Palette et processus créatif
Décrit comme un “chef pâtissier virtuel” par le critique Luca Turin, la très riche et douceâtre palette de Jacques Guerlain, développée à partir de celle de son oncle et prédécesseur, Aimé Guerlain, sur la base de ce dernier ambré, à base de plantes ambrées, signature appelée "Guerlinade". Turin continue :
"[Un] Guerlain ne démarre pas avec une feuille de papier vierge, mais avec un filigrane de tout ce qu'ils ont jamais créés. Puis ils s'étendent de façon à enlever de la vieille couche et à ajouter de nouvelles touches alors que le goût évolue, avant de concentrer le tout"
Certaines matières sont omniprésents dans le travail de Guerlain : agrumes de grande qualité (bergamote, citron, mandarine, orange douce et amère), de la coumarine, des absolus floraux (cassier, jasmin, rose, fleur d'oranger), des notes vertes (galbanum), des ionones à l'odeur de violette et de l'iris, de la vanille et de l'ylang-ylang. Il avait un penchant pour les aromatiques, les épices (cardamome, cannelle, clou de girofle, croton, noix de muscade) et certaines herbes de provence (absinthe, angélique, basilic, feuille de laurier, le cumin, la coriandre, le cumin, estragon). Il était un spécialiste des résines aromatiques (benjoin, ciste ladanifère) ; en effet, il a utilisé l'opoponax dans la plupart de ses formules, parfois juste quelques traces. Ses notes de fond sont souvent de très forts muscs artificiels (musc cétone, musc ambrette, le musc xylène) qu'il favorisait grandement. Pour l'ambre gris, d'après un fournisseur, Guerlain disait : "Vous vendez ce produit à un prix honteux, ça ne sent presque rien, mais mes clients n'aiment plus mes parfums quand je n'en mets pas".
Comme François Coty et Ernest Daltroff, Guerlain incorporait souvent les bases produites par M. Naef et les Fabriques de Laire, surtout le dernier de la Mousse de Saxe pour créer un accord de cuir reconnaissable,. Il était aussi un ami de Louis Amic et Justin Dupont, tous deux chez Roure-Bertrand avec qui il avait signé un accord d'exclusivité pour certaines nouvelles molécules utilisées dans Shalimar. La technique de Guerlain d'équilibrage des fibres synthétiques avec des naturels riches est considérée comme exemplaire ; dans les mots du parfumeur Ernest Shiftan, le travail de Guerlain est "le plus grand exemple de la fusion des produits chimiques aromatiques avec des produits naturels".
En tant que parfumeur indépendant, Jacques Guerlain bénéficiait d'une totale liberté de création.
"Jacques Guerlain travaillait comme un peintre portraitiste à son chevalet," écrit Jean-Paul Guerlain, "et lorsque la création était achevée, il choisissait un flacon comme un peintre un cadre, et il a mettait le nouveau parfum en vente dans sa boutique sans plus attendre"
Guerlain a travaillé dans deux laboratoires, le premier de Bécon-les-Bruyères, disposant de jardins, détruit par les bombardements en 1943 ; et le second à Courbevoie, construit en 1947. Là, Guerlain créait en privé ; seul son assistant, qui portait de lourdes charges, avait la permission d'entrer. Auto-critique et perfectionniste, il travaillait lentement et de façon intermittente sur chaque parfum, en perfectionnant plusieurs à la fois. Durant une grande partie de sa carrière, il mesurait ses ingrédients en fonction du volume, et en poids seulement les matériaux solides. Lors de la création, il sentait peu, préférant rapporter à la maison toutes sortes d'essais pour les évaluer plus tard. Il accrochait des bandes odorantes au dessus de la cheminée dans son salon, en notant leur évolution tout au long de la journée.
Son processus de création varie fortement selon le travail en question ; certaines de ses formules sont relativement courtes, y compris celle de Mitsouko (1919) qui énumère seulement douze ingrédients. D'autres sont plus élaborées, parfois intégrant de précédents parfums (appelées formules à tiroir) ; Cuir de Russie (1935) comprend parmi ses ingrédients Chypre de Paris (1909) et Mitsouko. Alors qu'il était généralement méthodique, Guerlain pouvait parfois s'avérer impulsif ; une rumeur populaire dit qu'il vida un échantillon d'ethylvanillin fournis par Justin Dupont dans un flacon de Jicky (fait par son oncle en 1889), pour produire le concept initial de Shalimar.
La fidèle muse de Guerlain était sa femme, Andrée, affectueusement surnommée Lili.
"Rappelle-toi d'une chose", dit un jour Guerlain à son petit-fils, "on crée toujours des parfums pour la femme avec qui l'on vit et que l'on aime".
Guerlain a peu parlé de son travail et de son processus de création ; il était en effet taciturne. Quand on lui demandait une phrase de sagesse, il était connu pour répondre simplement:
"La parfumerie? C'est une question de patience et de temps".

## Héritage
"Jacques Guerlain emblématisa le goût, le raffinement, l'éducation, l'ambiance, et de l'amour des chiens et des chevaux," écrit Guy Robert, ancien président de la société française des parfumeurs.
Contrairement à François Coty, Ernest Daltroff ou Paul Parquet, parfumeurs autodidactes qui ont révolutionné la parfumerie du début du XXe siècle, Jacques Guerlain s'est distingué par son habile discernement et sa méfiance du conventionnalisme, sûrement du fait de son héritage familial Marcel Billot, président fondateur de la société française des parfumeurs, décrit avec justesse Guerlain comme "un génie qui savait être de son temps tout en vivant néanmoins en accord avec la tradition".
Pour les générations suivantes, plusieurs parfums de Jacques Guerlain parfums sont devenus des modèles du genre: Shalimar (1925) qui, bien que n'étant pas le premier oriental, est généralement cité comme l'archétype ; et Mitsouko (1919), considéré selon Bertrand Duchaufour comme une référence chypre, un peu à tort du fait de son odeur de pêche (c'est un grand chypre-fuité, pour être exact). Ce type de confusion est souvent dû à la disparition du modèle d'origine, ici Chypre (1917) de Coty, perdu dans les années 1960.
Guerlain, bien qu'il n'ait jamais vraiment été un pionnier, n'était pas sans innovations. Durant les années 1930, son utilisation de notes vertes, comme le galbanum, a été extrêmement novateur pour l'époque. En ce sens, des parfums tels que le Vol de nuit (1933) et Sous le vent (1933) peuvent être considérés comme précurseurs d’œuvres plus audacieuses, comme Miss Dior (1947) de Paul Vacher.
Parmi les nombreux parfums composés par Guerlain, c'est peut-être normal que certains soient facilement confondus ; ce sont souvent de subtiles variations de la signature de la maison, la « Guerlinade » conçue rapidement pour un événement particulier ou une célébrité. Mais les meilleures créations de Guerlain, bien que souvent de simples améliorations du travail de ses contemporains, sont considérées comme uniques et reconnaissables, même comparées au modèle qui les a inspirés, uniques dans leur raffinement, leur structure et leur diffusion.
René Bacharach décrit une leçon apprise lors de sa visite de l'usine Guerlain, alors qu'il était jeune parfumeur ; il présenta l'un de ses meilleurs parfums à Jean-Pierre Guerlain, qui avait accepté poliment de demander l'avis à son oncle, Jacques Guerlain :
"[Jean-Pierre Guerlain] revint quelques instants plus tard", écrit Bacharach, "en disant: "je ne sais pas si je dois répéter les mots de mon oncle. Je vous avais prévenu, il est sévère." Je l'ai supplié de me révéler cette opinion qui m'intéressait grandement.
"Je n'ai jamais eu l'honneur de rencontrer Jacques Guerlain en personne, mais il m'a enseigné ce jour sans le savoir la meilleure des leçons, quand Jean-Pierre Guerlain me dit "Mon oncle a dit qu'il n'a pas d'odeur".

## Œuvres choisies

### Parfums
- Ambre (1890)
- Le Jardin de mon curé (1895)
- À travers champs (1898)
- Tsao Ko (1898)
- Dix pétales de rose (1899)
- Voilà pourquoi j'aimais Rosine (1900)*
- Fleur qui meurt (1901)*
- Bon vieux temps (1902)
- Mouchoir de monsieur (1904)*
- Voilette de madame (1904)*
- Aï Loë (1905)
- Après l'ondée (1906)*
- Sillage (1907)*
- Muguet (1908)*
- Chypre de Paris (1909)
- Quand vient l'été (1910)
- Kadine (1911)
- Versez troubler (1911)
- Fol arôme (1912)
- L'heure bleue (1912)
- Vague souvenir (1912)
- Mi-mai (1914)
- Le parfum des Champs-Élysées (1914)*
- Jasmiralda (1917)*
- Mitsouko (1919)*
- Eau de fleurs de Cédrat (1920)
- Bouquet de faunes (1922)*
- Candide effluve (1922)*
- Guerlinade (1924)*
- Jasmin (1924)
- Shalimar (1925)*
- Djédi (1926)*
- Liu (1929)
- Vol de nuit (1933)
- Sous le vent (1934)*
- Cuir de russie (1935)*
- Véga (1936)*
- Cachet jaune (1937)*
- Coque d'or (1937)*
- Kriss (1942)
- Fleur de feu (1948)*
- Atuana (1952)*
- Chypre 53 (1953)
- Ode (1955)
- Chant d'arômes (avec Jean-Paul Guerlain, 1962)

(*) indique l'inclusion dans les archives de l'Osmothèque

### Essais scientifiques
- Huiles de roses françaises (avec Justin Dupont) – Journal de la Société Chimique (1897)
- L'huile de basilic (avec Justin Dupont) – Journal de la Société Chimique (1898)